# Attibassi
Attibassi – marka kaw produkowanych w Bolonii we Włoszech przez firmę Co.ind, jedną z największych palarni kawy we Włoszech. Firmę Attibassi założyli Agostino Atti i Marco Bassi w 1918 roku. Obecnie Attibassi, będąca częścią grupy Co.ind, eksportuje swoją kawę do wielu krajów europejskich (w tym do Polski), do Azji, USA oraz do krajów Afryki Północnej.